# Ana Cardoso
Ana Cardoso, född 1647 i Cartago i Costa Rica, död efter 1672, var en spansk slav, känd som den första slavälskarinnan vars barn formellt erkändes av sin far.
Hon var en så kallad esclava parda (mörkhyad slav med delvis europeiskt ursprung) och tillhörde Catalina Palacios, som sålde henne (1669) till sin kusin Tomás Calvo, kommunfullmäktigeledamot och generaldepositarie i staden, och hans fru, Eugenia Gertrudis de Abarca Alatras, ett par som kom att få ett trettiotal slavar, ett ansenligt antal för en fattig provins som Costa Rica, där kakaoplantager krävde lite arbetskraft, till skillnad från de som utvecklades på de karibiska öarna.
Kort efter förvärvet inledde Miguel Calvo (1646–1715), son till Tomás och Eugenia, en kärleksaffär med Ana Cardoso, som varade i mer än fyrtiofem år och gav upphov till många barn. År 1669 föddes den förstfödde, Francisco, som hans farfar Tomás beviljade ett fribrev 1672; år 1682 föddes María och 1685 Feliciana, som deras farmor Eugenia frigav 1692; år 1689 frigav Eugenia själv Ana.
Miguel övergav sina kyrkostudier (1672) och ägnade sig åt vapen och politik, då han i Cartago var rådman, borgmästare och förvaltare av San Francisco-klostret, bland andra positioner; den mest relevanta var dock den han tjänstgjorde som viceguvernör 1709, då han var borgmästare och under Lorenzo Antonio de Granda y Balvíns frånvaro, guvernör i provinsen Costa Rica (1707–1712).
Den före detta slavens avkommor erkändes av Miguel i hans testamente (1715), vilket gjorde dem till de första mulatterna (till hälften vita) i Costa Rica som lagligt erkändes av deras spanske far. Han förklarade dem också som arvtagare till sin egendom, som inkluderade flera slavar. Från slavar blev de slavägare, liksom deras mor, Ana, till vilken Calvo lämnade ett arv.